# Nucleus CMS
Nucleus CMS je open source redakční a publikační systém. Pomocí Nucleus CMS si můžete snadno a s minimální znalostí tvorby webových stránek vytvořit blog nebo rovnou komplexní redakční systém pro rozsáhlý web zdarma. Jediné požadavky systému jsou skriptovací jazyk PHP a databáze MySQL, které systém využívá. K dispozici je i český překlad.
Původním autorem systému je Wouter Demuynck.